# Lau Bakeri
Lau Bakeri is een bestuurslaag in het regentschap Deli Serdang van de provincie Noord-Sumatra, Indonesië. Lau Bakeri telt 6212 inwoners (volkstelling 2010).